# جروشن
غروشين أو جروشن؛ (باللاتينية: جروسوس grossus) والتي تعني «سميك»، كذلك هي من التشيكية القديمة جروش groš
وهذا المصطلح هو الاسم العامي لعملة فضية كانت مستخدمة في ولايات مختلفة من الإمبراطورية الرومانية المقدسة.

## الأسماء والأصول

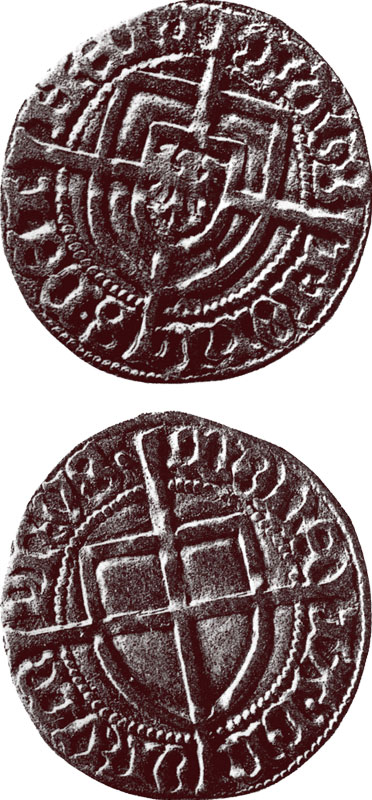
غروشن من القرن الرابع عشر - إمارة نظام التيوتون.

استُخدِم الاسم في فرنسا في القرن الثالث عشر باسم [denarius] grossus بمعنى دينار أو «دينار سميك» حيث كان يطلق عليه في الفرنسية القديمة غرو gros، وفي الايطالية جرسو grosso، وفي اللغة الألمانية العليا الوسطى غروس gros(se)، وفي اللغة الهولندية خروتة grōte ـ وفي الإنجليزية جروت
و في القرن الرابع عشر، أطلق عليها جروش groš في اللغة التشيكية القديمة، وحاليا يطلق عليها جروشن Groschen في اللغة الألمانية الحديثة.
الأسماء في اللغات الأوروبية الحديثة الأخرى تشمل:
- (بالألبانية: grosh)‏ «جروش»
- البلغارية والمقدونية والروسية والصربية الكرواتية والأوكرانية: грош (groš) «أهروشي»
- (بالهولندية: groot) «خروت»
- (بالإستونية: kross) «كروس»
- (بالفرنسية: gros) «غرو»
- (بالمجرية: garas) «جاراش»
- (بالليتوانية: grašis)‏ «جراسيس»
- (بالبولندية: grosz)‏ «جروس»
- (بالرومانية: groș)‏ «جروش»
- (باليديشية: גראָשן)‏ (grošn) «جروشن»

القرش، هو الأسم في اللغات العربية والأمهرية
وقروش هو الاسم في اللغات العبرية واليونانية، وقوروش في اللغة التركية،
وهي جميعها تطلق على فئات العملات في المناطق التي كانت جزءًا سابقًا من الإمبراطورية العثمانية والمناطق التي حولها وكلها مشتقة من نفس الأصل الإيطالي.
في اللغة البولندية، يشبه المصطلح الخاص بالجروشن المصطلح الخاص بكلمة البسلة (نبات)، وبما أن العملات المعدنية كانت متشابهة في الحجم والوزن، فقد اكتسب المصطلح شعبية ولا يزال قيد الاستخدام في بولندا. يستخدم حاليًا كوحدة فرعية من عملة الزلوتي البولندي.

## التاريخ

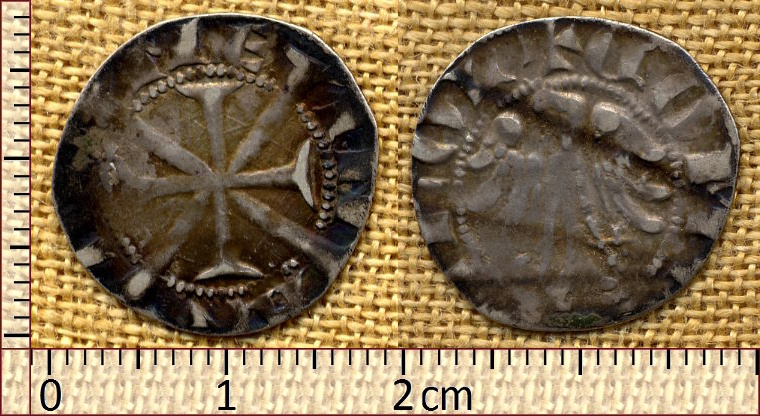
Tiroler Groschen من 1286

أسماء مثل: غروشن، جروسوس / غروسي، جروسو، جروسوني، غروز، جروس، جروس، جراوت، جروتين، جاراس الخ.. استخدمت في العصور الوسطى لعملة الفضة السميكة، بدلا من عملة الفضة الرقيقة مثل الدينار أو البنس.
و تاريخيا كان الجروشن يساوي ما بين عدة وعشرات من الدنانير
قدم هذا النوع في عام 1271 بواسطة دوق مينهارد الثاني من تيرول في ميرانو.
وكان الجروشن يزن 1.45 غرام (22.4 gr)، وقد تميز بـالحروف التالية ME IN AR DVS مع رمز الصليب البطريركي (في الوجه للعملة)، وحروف DUX TIROL ورمز نسر تيرول (في ظهر العملة).
وقد سك منذ العصور الوسطى في المناطق التالية:
- تيرول (منذ 1271)
- إنجلترا (منذ 1279، الحلق).[2]
- بوهيميا (منذ عام 1300)
- مولدافيا (منذ عهد بيترو الأول، 1375-1391)
- و سك نوع أيضا في أوقات مختلفة في دوقية لوكسمبورغ، مثل جروس ذي قطر 22.5 ملم والذي أنتج في الفترة ما بين 1418-1425 تحت جون الثالث، دوق بافاريا، وحملت العملة نقوشا مختلفة قليلا تحمل الأحرف التالية "IOAH DVX BAVAR Z FILIVS "على الوجه، والأحرف التالية " MONE NOVA LUCE BURS "في الخلف.[3]

في وقت لاحق تقليد سك عملة الجروشن إسقط في معظم الولايات بينما استمر البعض الآخر في سك عملات معدنية أصغر من العملة الأصلية. ففي بولندا على سبيل المثال، منذ عام 1526 وشملت هذه القطع النقدية من فئات نصف جروس وجروس كامل و2 جروس و3 جروس و4 جروس و6 جروس
في ألمانيا، اسم الجروشين (المفرد والجمع) حل محل اسم الشيللينج كاسم شائع لـعملة تساوي 12 بفنغ.
في القرن 18 كان الجروشن يستخدم في الغالب في ولايات الشمال باعتباره 1/24 من قيمة عملة من ريستالا (يساوي 1/32 من عملة كونفينستالا).
في القرن التاسع عشر، وابتداءً من عام 1821 في مملكة بروسيا، إدخل نظام عملات جديد في الجروشين - تسمى غالبًا زيبلجروشن (بروسيا، من 1821) أو نيوجروشن «الجروشن الجديد» في مملكة ساكسونيا، (من 1840) لتمييزها عن الجروشين القديم - وكان يعادل 1/30 من عملة تالر.
بعد التوحيد الألماني والتحول لنظام الأس العشري، تم استبدال الجروشن بـ 10 بفنغ واصبح الجروشن هو الاسم المستعار للعملة المعدنية 10 بفنغ حتى إدخال اليورو كعملة في ألمانيا.
لنفس السبب، ظل اسم (سيكسر) قيد الاستخدام إقليمياً للعملة التي تساوي نصف جروشن (أي تساوي 5 بفنغ)
و يوجد روندو بيانو (نمط موسيقي) تأليف الموسيقار بيتهوفن، (1795) بعنوان "Die Wut über den verlorenen Groschen" (تعني «الغضب على الجروشن الضائع»، ولكن يُعرف الآن باسم "Rage over a Lost Penny").

## العملات الحديثة

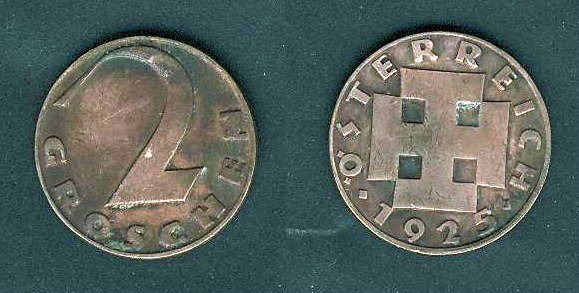
2 جروشن عملة نمساوية، 1925

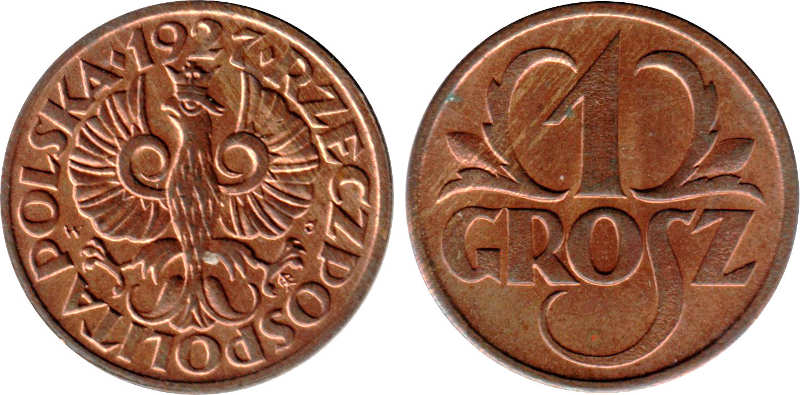
1 grosz عملة، الجمهورية البولندية الثانية، 1927

في الآونة الأخيرة، تم استخدام الاسم من قبل ثلاث عملات متداولة:
- في بولندا، وهو جروس grosz (صيغة الجمع: grosze أو جروسي groszy) هو يساوي 1/100 جزء من الزلوتي
- في النمسا، جروشن Groschen (صيغة الجمع: هي جروشن Groschen) كان 1/100 جزء من عملة الشيللينج في الفترات (1924-1938 و1945-2001)
- القوروش في تركيا هي 1/100 جزء من الليرة.

وبالمثل، في ألمانيا الجروشن بقي كمصطلح لـعملة تساوي 10 بفنغ، في كل من عملتي مارك ألمانيا الغربية ومارك ألمانيا الشرقية.
ولكن الكلمة فقدت شعبيتها مع إدخال اليورو، على الرغم من أنه لا يزال من الممكن سماعها في بعض الأحيان، خاصة من كبار السن.
الكلمة الأوكرانية والبيلاروسية للمال أهروشي في النهاية مشتق من كلمة جروش.
في بلغاريا، الأهروشي (ويكتب بالكريلية: грош) استمر استخدامه كعملة حتى إدخل الليف في القرن التاسع عشر.
في فلسطين في عهد الانتداب البريطاني، كانت القروش عملة بها ثقب في داخل العملة المعدنية، وكان يبلغ قيمتها 1/100 جزء من الجنيه الفلسطيني (عشرة مليم). وقد كانت التسمية على اسم العملة العثمانية وقتها.
و قد استبدل اسم الجنيه باسم الليرة بعد الاحتلال الإسرائيلي في عام 1948، وتحول الاسم إلى أغورا (مع إلغاء الثقب الذي كان موجودا بالعملة المعدنية) بقيمة 1/100 من ليرة، استمر الاسم لبعض الوقت بعد أن استبدلت الليرة بالشيكل في عام 1980 (أغورا جديدة، تساوي عشرة أغورات قديمة)، لكنها فقدت تدريجياً مكانتها كاسم لعملة معينة. الآن هي لغة عامية لقيمة صغيرة جدًا.
قدمت النمسا الجروشن في عام 1924 كتقسيم فرعي الشيللينج، واستمر استخدام اليورو في عام 2002.